# Kościół św. Katarzyny w Iwanowicach
Kościół św. Katarzyny w Iwanowicach – rzymskokatolicki kościół parafialny we wsi Iwanowice, w powiecie kaliskim. Mieści się przy ulicy Zamkowej. Należy do dekanatu Opatówek.
Jest to świątynia gotycka wybudowana około 1560 roku, rozbudowana 1887 i 1930. W 2 połowie XVIII wieku została dobudowana barokowa kaplica. Dobrze zachowane gotyckie szczyty nawy i zakrystii, ożywione sterczynami i biało tynkowanymi laskowanymi blendami, nad którymi koliste przezrocza. Gotyckie sklepienie krzyżowo-żebrowe w zakrystii i portal profilowany w starym prezbiterium. Gotycka, ornamentowana chrzcielnica, datowana 1460, takaż kropielnica datowana 1464, późnorenesansowy nagrobek Pawła Potworowskiego (zmarłego 1595) i jego żony Katarzyny (zmarłej 1596), płyty nagrobne z piaskowca z XVI/XVII wieku przypuszczalnie Dobrogosta Potworowskiego i jego żony, płyta nagrobna Jana Baranowskiego wojewody sieradzkiego (zmarłego 1636). Cztery ołtarze rokokowe. W bocznym ołtarzu obraz Misericordia Domini, gotycki, malowany około 1460 z klęczącą postacią fundatora biskupa Jana Gruszczyńskiego.